# 松永友美
松永 友美（まつなが ともみ、1981年1月10日 - ）は、元大分放送（OBS）のアナウンサー。

## 人物・来歴
福岡県福岡市出身。血液型はA型。
福岡雙葉高校、立教大学経済学部卒業後、東京アナウンスセミナーを経て高知さんさんテレビ(一般社員)・鹿児島読売テレビ（アナウンサー＆記者）・NHK福岡放送局（リポーター＆ディレクター）に在籍の後、2013年4月よりアナウンサーとして小村美記と共にOBSに入社。
愛称は「まつながちゃん」、「ブラウニー」、「松永どん」（後の2つはOBSの小田アナが命名）。
性格は周りからよく「真面目」と言われている。
趣味はテニス、釣り、落語鑑賞、ドライブ、茶道（表千家）、スポーツ観戦、行ったことがないところにふらっと散策に出かけること。
幼少期になりたかった職業として、アナウンサーや獣医師を上げている。特に動物が好きで、HAMARooooN!!ステーションにて、アフリカンサファリの神田獣医師がゲストに来た際、動物好きや獣医師の夢を語ったことがある。
ワクチン注射も出来る限り避けてきたという程の大の注射嫌いである。
趣向として茶色のものを好んでいる。持ち物の財布は兎も角、ある日の夕食等で茶色の食べ物（唐揚げや焼き芋等）を食べていたことから、同僚の小田アナより「ブラウニー」と呼ばれている。
犬を飼っている。
仕事時はコンタクトを使用しているが、プライベートや強風時等でコンタクトが使用できない時、赤色の縁のメガネを使用していることがある。
九州アナウンスセミナーにて講師として在籍していた時期がある。
2016年3月27日の「Sunday Time」終了と共に全ての番組出演が終了。同月OBSを退社した。
最後のOBSアナウンサーブログにて、2年前に入籍していたことを明かした。

## OBS在籍時の担当番組
テレビ
- 「旬感!3ch」（水）

ラジオ
- 「くらしのたより」（月～金）
- 「まんでいジュークボックス」（月）
- 「OBSラジオ図書館」（土）
- 「HAMARooooN!!ステーション」（土・中継）
- 「Sunday Time」（日）